# Oudemolen (Brabant-Septentrional)
Pour les articles homonymes, voir Oudemolen.
Oudemolen est un hameau situé dans la commune néerlandaise de Moerdijk, dans la province du Brabant-Septentrional. Le 1er janvier 2005, le hameau comptait 200 habitants.
Oudemolen est situé sur un carrefour de trois digues.